# Love Equals Death
Love Equals Death was een Amerikaanse punkband afkomstig uit Petaluma, Californië wiens muziekstijl gelijkenissen trok met de classic rock en horrorpunk. De band werd opgericht in 2003 en heeft in totaal twee ep's, een verzamelalbum en een studioalbum (getiteld Nightmerica, 2006) laten uitgeven.

## Geschiedenis
Love Equals Death heeft meerdere malen door de Verenigde Staten getourd, maar de band raakte in opspraak toen bassist en oorspronkelijk lid Dominic Davi werd gearresteerd in maart 2007 naar aanleiding van beschuldigingen van seksueel misbruik. Hij werd vervangen door basgitarist Ryan Sinn (van The Distillers en Angels & Airwaves), waarop de band ook door Europa begon te touren. Nadat Sinn de band verliet, presenteerde Love Equals Death een nieuwe formatie op de Warped Tour editie van 2008. Er waren ook plannen voor een nieuw studioalbum, maar nadat zanger en oorspronkelijk lid Chon Travis de band in januari 2009 verliet, besloten de overbleven leden de band op te heffen.

## Leden
| Laatste formatie - Chon Travis - zang (2003-2009) - Tonio Garcia-Romero - drums (2003-2009) - Justin "Duffs" Levine - gitaar (2005-2009) - Sean Jordon - basgitaar (2008-2009) - Bryan Kelly-Holden - gitaar (2008-2009) | Voormalige leden - John Rosser - gitaar (2003-2005) - Dominic Davi - basgitaar (2003-2007) - Ryan Sinn - basgitaar (2007-2008) |

## Discografie
| Jaar | Titel                    | Soort         | Label          |
| ---- | ------------------------ | ------------- | -------------- |
| 2005 | 4 Notes on a Dying Scale | ep            | Popsmear       |
| 2005 | The Prelude              | verzamelalbum | Treasure Trunk |
| 2005 | The Hucklebuck EP        | ep            | Popsmear       |
| 2006 | Nightmerica              | studioalbum   | Fat            |

| Jaar | Titel                 |
| ---- | --------------------- |
| 2006 | "The Outsiders"       |
| 2006 | "Pray for Me"         |
| 2006 | "Bombs Over Brooklyn" |
| 2007 | "Truth Has Failed"    |